# Hans-Sieghard Petras
Hans-Sieghard Petras (* 1934 in Schlesien) ist ein deutscher Chemiker und ehemaliger Wirtschaftsspion der DDR.

## Werdegang
1945 floh Petras als Kind mit seiner Mutter nach Clausthal-Zellerfeld im Westharz. Als seine beiden Brüder nach Berlin zogen, um dort zu studieren, schloss er sich ihnen an und besuchte das Oberschulinternat auf der Insel Scharfenberg im Tegeler See. Als dessen Direktor Heinrich Scheel 1949 in den Osten ging, folgte ihm Petras mit etwa 30 weiteren Mitschülern an das Schulinternat Himmelpfort in Brandenburg, wo er 1952 das Abitur machte. Nach dem Tod seines Vaters zog er im Jahr darauf zurück in die Bundesrepublik zu seiner Mutter in den Harz.
1954 begann er ein Chemiestudium an der Universität Göttingen. Nach einer erfolglosen Bewerbung bei Samuel Mitja Rapoport an der Ostberliner Humboldt-Universität arbeitete er ab 1962 bei Schering an der Produktionsvorbereitung des Hauptwirkstoffes für das Verhütungsmittel Anovlar. 1963 promovierte er mit der Dissertation „Zur Konstitution des Peptidteils der Actinomycine C1, C2, X2, X0b und X0d“.

## Wirtschaftsspion der DDR
Bei einem Besuch seines in der DDR lebenden Bruders im Jahr 1964 wurde er in einem Restaurant in Treptow von Mitarbeitern des MfS angesprochen und gezielt um Information zur Synthese von Ovulationshemmern gebeten. In einem Interview von 2011 rechtfertigte Petras seine Motive damit, dass es niemandem schaden würde, aber den Menschen in der DDR helfen würde. Daraufhin kopierte er Vorschriften für jeden Syntheseschritt und brachte sie bei Besuchen seines Bruders mit in die DDR. Ein nach seiner Darstellung wichtiges privates Motiv war auch, seinen beiden Schwägerinnen zu helfen, die acht bzw. fünf Kinder hatten und dringend eine sichere Verhütung benötigten. Tatsächlich orientierte sich die Jenapharm dann aber an einer Gestagen-Kombination der Firma Merck.
Nach dieser Aktion habe er aussteigen wollen, sei aber unter Druck gesetzt worden, weiterzumachen. So verriet er das Rezept der Trevira-Faser, als er später Produktionsdirektor einer Hoechst-Tochter im niederländischen Vlissingen wurde. Als nach dem Überlaufen des MfS-Offiziers Werner Stiller im Januar 1979 seine Enttarnung als Inoffizieller Mitarbeiter „Brocken“ drohte, floh er zusammen mit seiner Frau und seinen drei Kindern in die DDR. In Abwesenheit wurde Petras 1983 vom Oberlandesgericht Frankfurt am Main wegen Landesverrats zu einer Geldstrafe von 42.000 D-Mark verurteilt.

## Tätigkeit in der DDR und Ruhestand
Nach seiner Flucht wurde Petras Sektionsdirektor für Werkstofftechnik an der Hochschule Merseburg. 1983 erfolgte die Habilitation und ein Ruf auf den Lehrstuhl für Polymerchemie an der Humboldt-Universität zu Berlin. Dieser Bereich wurde nach der Wiedervereinigung im Jahr 1991 aufgelöst und Petras in den frühzeitigen Ruhestand versetzt. Er lebte zuletzt in Eichwalde und wurde anlässlich der Brandenburgischen Seniorenwoche im Frühjahr 2011 für sein ehrenamtliches Engagement im Seniorenbeirat der Gemeinde ausgezeichnet.